# Témoin de chambre vide
Un témoin de chambre vide, témoin d'occupation de chambre ou témoin obturateur de chambre, est une pièce amovible que l'on place dans le canon d'une arme à feu dont on n'entend pas se servir pour indiquer aux personnes qui l'environnent que celle-ci n'est pas chargée. En vente dans les armureries, il est généralement fabriqué en plastique et se présente le plus souvent sous des couleurs voyantes afin de pouvoir être distingué de loin.